# Hypsiscopus matannensis
Hypsiscopus matannensis är en ormart som beskrevs av Boulenger 1897. Hypsiscopus matannensis ingår i släktet Hypsiscopus och familjen Homalopsidae. Inga underarter finns listade i Catalogue of Life.
Denna orm förekommer endemisk på sydöstra Sulawesi. En hona fångades i en damm för fiskodling. Honor lägger inga ägg utan föder levande ungar.
För beståndet är inga hot kända. Hela populationen antas vara stor. IUCN kategoriserar arten globalt som otillräckligt studerad.